# Habsburgerallee (métro léger de Francfort)
Habsburgerallee est une station de la ligne 7 (U7) du métro léger de Francfort. Elle est située à dans le quartier d'Ostend de la ville de Francfort-sur-le-Main.